# 微軟Lumia 650
微软Lumia 650（英語：Microsoft Lumia 650）是微軟移動推出的一款中階型手機，搭載Windows Mobile 10作業系統，是最後一款微軟Lumia系列手機，已於2016年2月上市。